# Basket Brescia Leonessa 2012-2013
Questa voce raccoglie le informazioni riguardanti il Basket Brescia Leonessa nelle competizioni ufficiali della stagione 2012-2013.

## Stagione
L'annata 2012-13, la seconda in Legadue si apre nel peggiore dei modi, con la diaspora di tutta la rosa, eccezion fatta per Stevan Stojkov, alla quale si aggregano anche l'allenatore Sandro Dell'Agnello ed il direttore generale Ario Costa.
Al 23 agosto, la Centrale del Latte si appresta al ritiro estivo con la sola ufficializzazione di coach Alberto Martelossi, proveniente dalla Scaligera Verona, con Stojkov (confermato) e Scanzi (reintegrato), più una serie di giovani provenienti da tutto il nord Italia, tra cui Giacomo Vinati, Federico Loschi, dalle giovanili della Benetton Treviso, Marko Dalovic ed Eric Lombardi, proveniente da Biella.

Nel giorno della prima amichevole estiva, il 31 agosto arriva l'annuncio da parte della dirigenza dell'acquisto di David Brkic dal Veroli Basket, al quale seguiranno nei giorni successivi quelli di Juan Fernández, in prestito dall'Olimpia Milano, Nikos Mparlos dal Paniònios, J.R. Giddens dal Paok Salonicco, Michael Jenkins dal Gent, ai quali si aggiungerà a stagione in corso anche Gino Cuccarolo da Treviso.
Con la rosa al completo la Centrale del Latte non parte benissimo venendo eliminata dalla Coppa Italia di Legadue a favore della Junior Casale, ed anche in campionato i primi risultati stentano ad essere continui.
Tutto sommato, grazie soprattutto ad un buonissimo girone di ritorno, il Basket Brescia Leonessa riesce a qualificarsi per i play-off promozione, per il secondo anno consecutivo, piazzandosi al quarto posto in classifica di stagione regolare, dietro di soli quattro punti alle prime della classe Barcellona e Pistoia. Nel frattempo coach Alberto Martelossi e David Brkic vengono nominati rispettivamente miglior allenatore e miglior giocatore italiano del campionato Legadue 2012-2013.
Nei playoff Brescia batte dapprima la Fulgor Libertas Forlì ai quarti di finale con un perentorio 3 a 0, e successivamente l'Aquila Basket Trento in semifinale; serie aperta da Brescia, pareggiata in gara 2 dai trentini che rompe l'imbattibilità casalinga della Leonessa, infine chiusa dai lombardi con due vittorie al PalaTrento, che proiettano la squadra in finale contro Pistoia.

La serie finale vede subito in vantaggio per due a zero la formazione toscana, che sfrutta al massimo il fattore casalingo delle prime due gare giocate al PalaCarrara, al contrario il Basket Brescia Leonessa riesce nella rimonta in gara-3 e gara-4, allungando così la serie di un'ulteriore gara.
L'ultimo capitolo di questa lunghissima stagione si gioca a Pistoia il 22 giugno davanti ad un palazzetto completamente esaurito, con la squadra di coach Martelossi fermata sul 60 a 47 da coach Paolo Moretti e dalla Giorgio Tesi Group Pistoia.

## Organigramma societario

### Staff
- Presidente: Graziella Bragaglio
- Presidente onorario:
- Vice presidente:
- Dirigente responsabile:
- Direttore sportivo: Marco Abbiati

### Roster
| Giocatori |
| --------- |

|    | Naz.                                  | Ruolo | Sportivo           | Anno | Alt. | Peso | Note |
| -- | ------------------------------------- | ----- | ------------------ | ---- | ---- | ---- | ---- |
| 4  | Argentina (bandiera)                  | P     | Juan Fernández     | 1990 | 193  | 88   |      |
| 5  | Serbia (bandiera) · Italia (bandiera) | P     | Stevan Stojkov     | 1989 | 182  | 74   |      |
| 6  | Italia (bandiera)                     | A     | Eric Lombardi      | 1993 | 200  | 95   |      |
| 10 | Italia (bandiera)                     | G     | Federico Loschi    | 1990 | 198  | 90   |      |
| 11 | Stati Uniti (bandiera)                | G     | Michael Jenkins    | 1986 | 191  | 84   |      |
| 12 | Italia (bandiera)                     | AC    | Gabriele Stagnati  | 1993 | 205  |      |      |
| 13 | Serbia (bandiera) · Italia (bandiera) | G     | Marko Dalovic      | 1993 | 190  |      |      |
| 15 | Stati Uniti (bandiera)                | A     | Justin Ray Giddens | 1985 | 196  | 98   |      |
| 16 | Italia (bandiera)                     | G     | Andrea Scanzi      | 1988 | 190  | 85   |      |
| 18 | Italia (bandiera)                     | AC    | Giacomo Vinati     | 1991 | 202  |      |      |
| 19 | Grecia (bandiera)                     | AC    | Nikos Mparlos      | 1979 | 203  | 109  |      |
| 33 | Italia (bandiera)                     | AC    | David Brkic        | 1982 | 210  | 108  |      |

| Giocatori acquisiti a stagione in corso |
| --------------------------------------- |

|    | Naz.              | Ruolo | Sportivo       | Anno | Alt. | Peso | Note  |
| -- | ----------------- | ----- | -------------- | ---- | ---- | ---- | ----- |
| 14 | Italia (bandiera) | C     | Gino Cuccarolo | 1987 | 220  | 125  | [ 7 ] |

| Giocatori ceduti a stagione in corso | Giocatori ceduti a stagione in corso | Giocatori ceduti a stagione in corso |
| Giocatore                            | il                                   | A                                    |
| ------------------------------------ | ------------------------------------ | ------------------------------------ |
|                                      |                                      |                                      |
|                                      |                                      |                                      |
|                                      |                                      |                                      |

| Staff tecnico                     |
| --------------------------------- |
| Allenatore: Alberto Martelossi    |
| Assistente: Andrea Diana          |
| Assistente: Massimiliano Giannoni |

| Legenda    |
| = Capitano |

## Risultati

### Legadue

#### Play-off
Tutti i turni di play-off si giocano al meglio delle cinque partite. La squadra con il miglior piazzamento in classifica al termine della stagione regolare gioca in casa gara-1, gara-2 e l'eventuale gara-5.
|   | Quarti di finale | G1 | G2 | G3 | G4 | G5 |
| - | ---------------- | -- | -- | -- | -- | -- |
| 4 | Brescia          | 99 | 97 | 87 |    |    |
| 5 | Fulgor L. Forlì  | 70 | 87 | 79 |    |    |

|   | Semifinale    | G1 | G2 | G3 | G4 | G5 |
| - | ------------- | -- | -- | -- | -- | -- |
| 8 | Aquila Trento | 81 | 75 | 62 | 79 |    |
| 4 | Brescia       | 84 | 73 | 79 | 87 |    |

|   | Finale         | G1 | G2 | G3 | G4 | G5 |
| - | -------------- | -- | -- | -- | -- | -- |
| 4 | Brescia        | 60 | 56 | 70 | 73 | 47 |
| 2 | Pistoia Basket | 65 | 58 | 55 | 63 | 60 |

##### Finale
| Arbitri: | Pasetto (Firenze) Masi (Firenze) Paglialunga (Massafra) |

|                               |          |                                  |
| Hicks 20 Graves 13 Fajardo 11 | Punti    | 19 Brkic 14 Fernández 11 Giddens |
| Hicks, Graves, Meini 2        | Assist   | 5 Mparlos                        |
| Fajardo 14                    | Rimbalzi | 9 Giddens                        |

| Arbitri: | Ursi (Livorno) Quarta (Torino) Morelli (Brindisi) |

|                               |          |                                 |
| Graves 12 Cortese 12 Hicks 10 | Punti    | 20 Giddens 10 Brkic 8 Fernández |
| Toppo, Galanda 2              | Assist   | 2 Brkic, Fernández, Giddens     |
| Fajardo 10                    | Rimbalzi | 12 Giddens                      |

| Arbitri: | Pascotto (Portogruaro) Rossi (Sansepolcro) Ranaudo (Milano) |

|                                |          |                            |
| Giddens 25 Brkic 16 Mparlos 15 | Punti    | 14 Hicks 11 Graves Fajardo |
| Brkic 5                        | Assist   | 4 Fajardo                  |
| Giddens 14                     | Rimbalzi | 5 Fajardo, Toppo           |

| Arbitri: | Materdomini (Grottaglie) Ciaglia (Caserta) Morelli (Brindisi) |

|                                  |          |                             |
| Giddens 23 Fernández 14 Brkic 12 | Punti    | 15 Graves 9 Galanda 9 Hicks |
| Fernández 5                      | Assist   | 4 Graves                    |
| Giddens 9                        | Rimbalzi | 8 Hicks                     |

| Arbitri: | Pascotto (Portogruaro) Materdomini (Grottaglie) Quarta (Torino) |

|                                    |          |                                                   |
| Graves 17 Toppo 9 Meini, Fajardo 8 | Punti    | 9 Fernández, Mparlos, Brkic 8 Cuccarolo 7 Jenkins |
| Hicks 3                            | Assist   | 3 Fernández                                       |
| Toppo 11                           | Rimbalzi | 7 Cuccarolo, Giddens                              |